# Северное Лагноозеро
Северное Лагноозеро — пресноводное озеро на территории Куземского сельского поселения Кемского района Республики Карелии.

## Общие сведения
Площадь озера — 1 км². Располагается на высоте 46,2 метров над уровнем моря.
Форма озера лопастная, продолговатая: оно почти на два километра вытянуто с северо-запада на юго-восток. Берега каменисто-песчаные, местами заболоченные.
Из восточного залива озера вытекает безымянный водоток, впадающий в озеро Собачье, через которое протекает река Воньга, впадающая, в свою очередь, в Белое море.
Населённые пункты и автодороги вблизи водоёма отсутствуют.
Код объекта в государственном водном реестре — 02020000711102000003641.